# 御成座
御成座（おなりざ）は、秋田県大館市御成町1丁目11番22号にある映画館。「オナリ座」と表記されることもある。

## 歴史

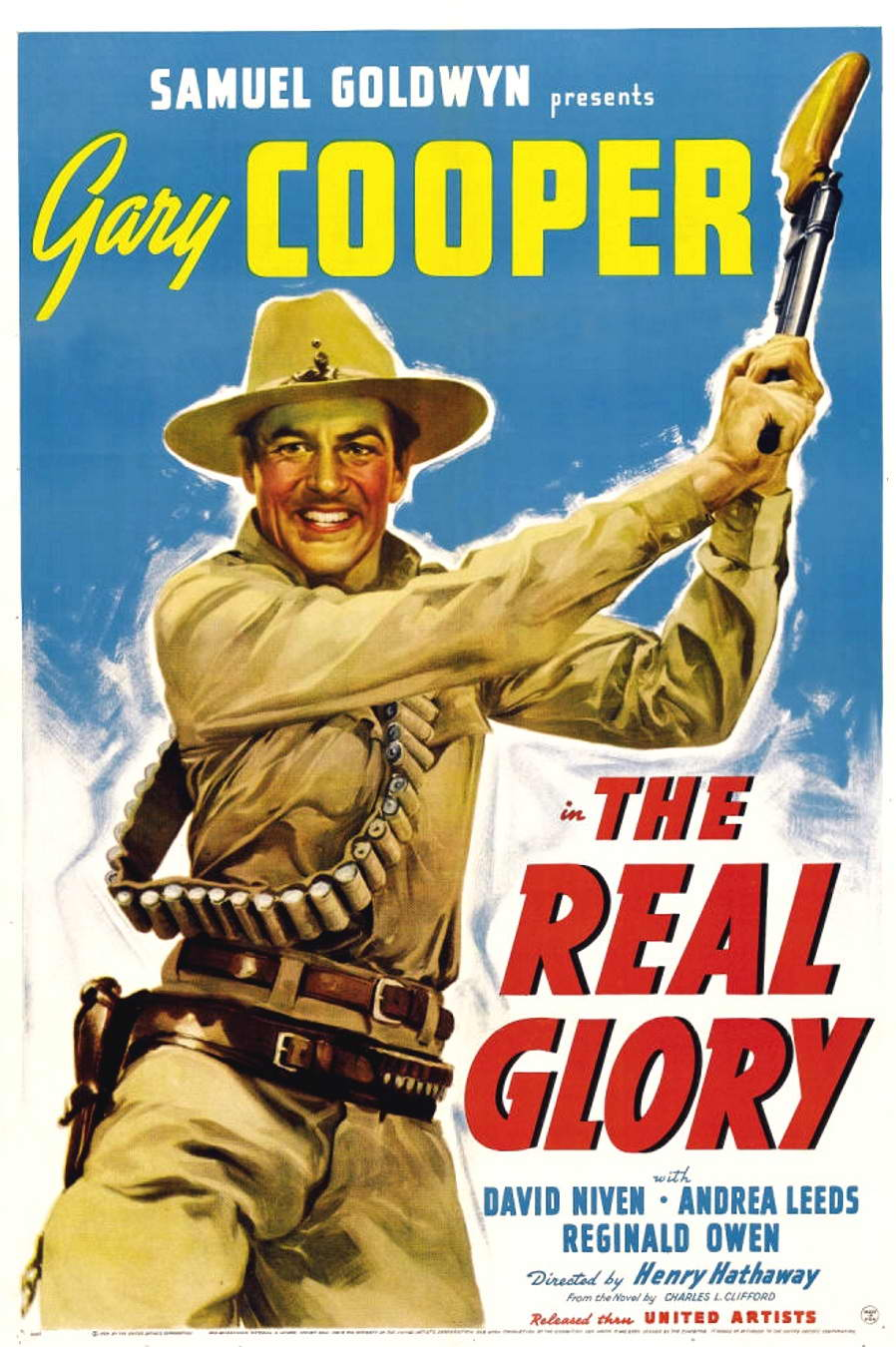
1952年（昭和27年）、御成座のこけら落とし作品『暁の討伐隊』（配給ユナイテッド・アーティスツ、1939年制作）の米国版ポスター

1952年、洋画の専門館として開館。オープニング作品はゲイリー・クーパー主演の『暁の討伐隊』（監督ヘンリー・ハサウェイ）だった。開館まもない1953年の時点では、大館市内の映画館は当館と大館劇場、大館銀映劇場の計3館しかなかった。
1955年、火災により消失するが、同年に再建される。『タイタニック』を上映した際には、超満員となった。 そのほか、成人映画などを上映したが、2005年、経営難により閉館する。
閉館5年後の2010年には、アートイベント「ゼロダテ」が御成座をメイン会場に使用したが、その後は解体されず放置されたままになっていた。しかし2014年、千葉県に本社を置く電気工事会社「日本コンプリート」取締役の切替義典・桂夫妻が御成座を賃貸契約し、同年7月18日、映画館としては9年ぶりに再開される。その後は『ひまわり』『鉄道員』『幸福の黄色いハンカチ』などの作品を上映している。2015年6月14日には、柴咲コウがカバー・アルバム『こううたう』発売記念企画として、御成座でコンサートを行い、市民150人が招待され大いに賑わった。また、大館市のローカルアイドルグループ「まちあわせハチ公ガールズ」は年に数回ほど、御成座で公演を行っている。また、2017年2月頃から、『この世界の片隅に』『人生フルーツ』を皮切りに、ミニシアター向け作品を中心とした、新作の上映も行われるようになり、週末祝日中心だった上映日に加え、平日上映（休映日あり）も行われるようになった。2019年7月に5周年を迎えようとしていたが10月までに賃貸物件である土地・建物を買い取らなければ更地にされてしまうことになった。自己資金だけでは足りず6月からクラウドファンディングで募金を募り、プロジェクト達成、土地・建物を買い取り存続が決定した。道の駅での雪を積み上げて作ったスノースクリーンシアターを実施したり、クラウドファンディングで調達したマイクロバスで映画館への無料送迎を企画したりと、秋田県での映画文化の存続に尽力している。

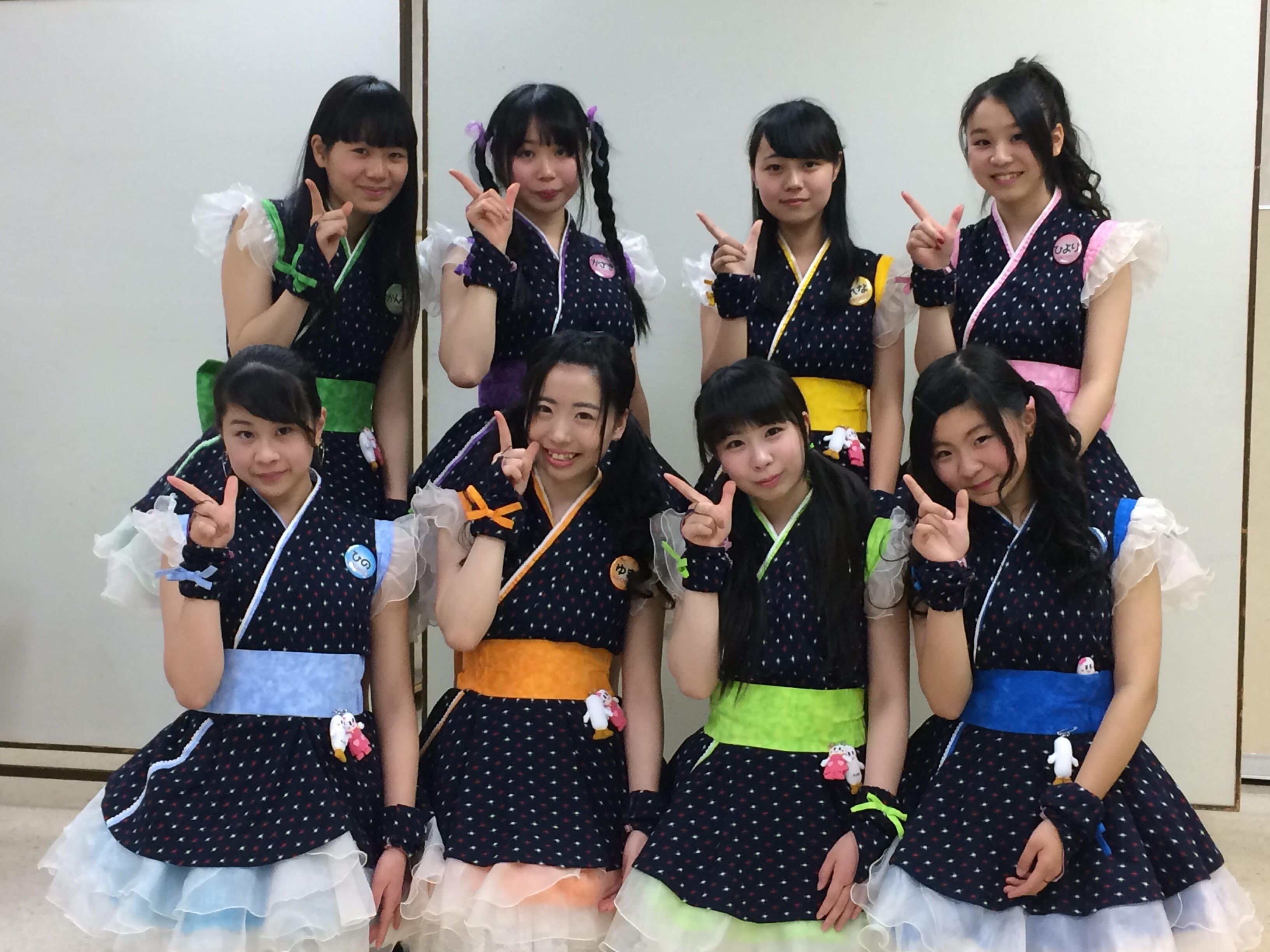
御成座で公演を行うことがあるまちあわせハチ公ガールズ

## 設備
客席は約200席。フィルム映写機での上映を続けている。新作はBlu-rayによって行われている(DCPは未設置)。音響は新規にDOLBY SRD-6chデジタルサウンド。入り口には、手描きの絵看板が飾られている。ロビーには、館内の倉庫で発見されたポスターや映写機が展示されている。